# フォーキオン
- フォーキオン
- フォキオン
- ポーキオン
- ポキオン

フォーキオン（古代ギリシア語: Φωκίων, Phokion, 紀元前402年頃 － 紀元前318年）は、古代ギリシア、アテナイの将軍、政治家。

## 生涯
フォーキオンの父については、伝記作者のイドメネウスが杵作りの職人と書いているが確証はない。ごく若い頃にプラトン、クセノクラテスの講義を聴くためにアカデメイアに出入りする。将軍カブリアスに従い、前357年にカブリアスが戦死するまで地中海を中心とした各地を転戦する。
デモステネス、ヒュペレイデスら反マケドニア派の政敵で、民会ではエウブロス、アイスキネスらを支持する一方、45回もストラテゴスに選ばれ、出征の経験は扇動政治家の誰よりも豊富だった。
前350年頃にマケドニアのピリッポス2世がエウボイア島に進めた際、フォーキオンは少数の軍勢を連れてエレトリアの独裁者を追放し、捕虜になっていたギリシア人をすべて解放した。前340年にピリッポスがペリントスとビュザンティオンを占領するために軍を送ると、アテナイはフォーキオンに軍を率いさせ、メガラとビュザンティオンを救援させた。その頃からピリッポスが平和政策をとっているのだから和解を受け入れた方がよいと民衆に説いたが主戦派のデモステネスの主張がとおって、前338年カイロネイアの戦いの敗北をみる。ピリッポスが死んだ後は後継者のアレクサンドロスと交渉し、アレクサンドロスもまたフォーキオンの手腕と勧告に従い、賓客として遇する。
前322年のラミア戦争ではマケドニア軍のアッティカ侵入を阻止し敵将のミキオーン、レオンナトスを討ち取った。デモステネスに対立して、マケドニアとの協調策を提唱し和議に尽力し、ラミア戦争敗北後、マケドニアの将軍アンティパトロスの後援をえてアテナイの事実上の支配者となり、デマデスとともにマケドニアによるアテナイ支配政策を支持。紀元前319年マケドニア軍によるペイライエウス港およびピレウス占領阻止に失敗、翌年マケドニアのポリュペルコンの陰謀により民主政が回復されると告発されて処刑された。しかしまもなくアテナイは公葬を決議し、像を建てた。プルタルコスの『フォキオン伝』があり、コルネリウス・ネポスなど、後世の史家のほとんどがその恩恵を受けている。

## 人柄と逸話
フォーキオンはアテナイが軍事的に弱体化していたことを臆することなくアテナイ市民に指摘し続け、ボイオティアとの国境紛争もカイロネイアの戦いもラミア戦争も思いとどまらせようとした。政治家としてのフォーキオンは断固として買収されないという点で、アテネでは異例の存在だった。「高士 Ho clestos」というのが彼のあだ名であり、一人のアテナイ人も彼が笑ったり泣いたりしたところを見たことがなかったという。自分を軍人として育ててくれたカブリアスへの恩義のため、カブリアスの息子クテシッポスが軽薄でどうしようもない奴と知りながら面倒を見てやっていた。自負の念に満ち、その処刑に臨んでも嘆いている仲間に向かって「君はフォーキオンといっしょに死ねて嬉しいと思わないのか？」と語りかけたという。

## 参考資料
- George Grote, ; A History of Greece, Volume 12. London: John Murray. (1856)
- Hans-Joachim Gehrke: Phokion. Studien zur Erfassung seiner historischen Gestalt. C. H. Beck, München 1976, ISBN 3-406-05154-5 (Zugleich: Göttingen, Universität, Dissertation, 1973).
- Christian Habicht: Athen. Die Geschichte der Stadt in hellenistischer Zeit. C. H. Beck, München 1995, ISBN 3-406-39758-1.
- Lawrence A. Tritle: Phocion the Good. Croom Helm, London 1988, ISBN 978-0415748896